# جويو (مغنية)
تشو جويو (من مواليد 14 يونيو 1999 -)؛ معروفة باسم جويو، هي مغنية تايوانية مقيمة في كوريا الجنوبية، وهي أصغر عضوة في فرقة الفتيات توايس تحت وكالة جاي واي بي إنترتينمنت، وفقًا لمؤسسة غالوب كوريا السنوية للموسيقى، احتلت جويو المرتبة الثالثة ثالث لأكثر فنان محبوب بين الكوريين الجنوبيين في عام 2016، كما انها احتلت المرتبة التاسعة في الاستطلاع نفسه في 2017، والثاني عشر في عام 2018، واحتلت المركز الأول كاجمل امراة بالعالم في2019 ، وبمركز الثاني في 2018، وبالمركز الثالث في2017 ، وبالمركز الثامن في2016 ، وبالمركز الثالث عشر في2015 .

## النشأة
ولدت تشو تزويو في المقاطعة الشرقية في تاينان في تايوان في 14 يونيو 1999.

## المهنة

### قبل الترسيم
في عام 2012، تم اكتشاف جويو من قِبل مسرح اكتشاف المواهب (MUSE Performing Arts) في تاينان، وانتقلت إلى كوريا الجنوبية في نوفمبر من ذلك العام لبدء تدريبها.
في عام 2016، اجتازت جويو امتحانًا في مدرسة (Tainan Municipal Fusing Junior) في تاينان الثانوية لتكمل تعليمها في المرحلة المتوسطة، التحقت بالمدرسة الثانوية في مدرسة هانليم المتعددة للفنون في كوريا الجنوبية وتخرجت في فبراير 2019.

### المهنة معتوايس
عام 2015، شاركت جويو في برنامج الواقع التلفزيوني لوكالة JYPE في كوريا الجنوبية سكستين.
أصبحت جويو لاحقًا واحدة من تسعة المشاركين الناجحين وانضمت إلى فرقة الفتيات التي تم تشكيلها بواسطة جاي واي بي إنترتينمنت توايس ، على عكس المشتركين الآخرين في سكستين، تم اختيار جويو بشكل فردي بناءاً على تصويت المشاهدين.
في أكتوبر 2015، ظهرت جويو رسميًا كعضو في توايس مع أول البوم مُصغر للفرقة (The Story Begins) ، مع الاغنية الفردية للفرقة "Like Ooh-Ahh" وكانت أول أغنية كيبوب تصل إلى 100 مليون مشاهدة على يوتيوب.

## روابط خارجية
- جويو على موقع IMDb (الإنجليزية)
- جويو على موقع ميوزك برينز (الإنجليزية)
- جويو على موقع أول ميوزيك (الإنجليزية)
- جويو على موقع ديسكوغز (الإنجليزية)
- جويو على موقع قاعدة بيانات الفيلم (الإنجليزية)